# Mac Wilkins
Mac Wilkins (Eugene (Oregón), Estados Unidos, 15 de noviembre de 1950) es un atleta estadounidense retirado, especializado en la prueba de lanzamiento de disco en la que llegó a ser subcampeón olímpico en 1984.

## Carrera deportiva
En los JJ. OO. de Los Ángeles 1984 ganó la medalla de plata en el lanzamiento de disco, llegando hasta los 66.30 metros, tras el alemán Rolf Danneberg y por delante de su compatriota John Powell. 